# Jens Bove

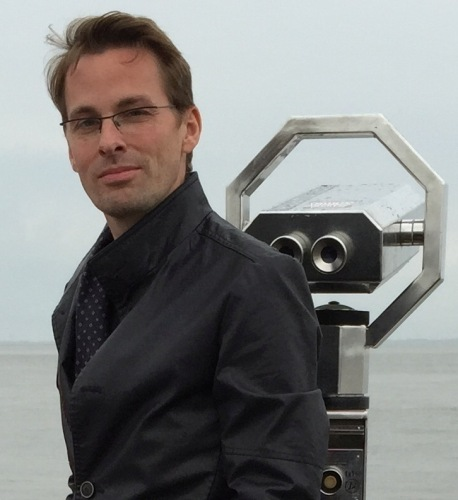
Jens Bove 2016

Jens Bove (* 4. September 1969 in Minden) ist ein deutscher Kunsthistoriker und seit 2003 Leiter der Deutschen Fotothek.

## Leben
Nachdem Bove 1989 das Abitur am Ratsgymnasium Minden abgelegt hatte, studierte er von 1990 bis 1997 Neuere Deutsche Literatur und Medienwissenschaften, Geschichte und Kunstgeschichte an der Philipps-Universität Marburg. 2001 promovierte er dort im Fachbereich Germanistik und Kunstwissenschaften zum britischen Maler und Grafiker Richard Hamilton.
Bereits während seines Studiums arbeitete Bove zwischen 1993 und 2001 in verschiedenen Tätigkeiten für das Bildarchiv Foto Marburg. Von 2001 bis 2002 war er wissenschaftlicher Mitarbeiter des Kunstgeschichtlichen Instituts der Philipps-Universität Marburg. Anschließend war Bove zwischen 2002 und 2003 Geschäftsführer des Deutschen Dokumentationszentrums für Kunstgeschichte – Bildarchiv Foto Marburg. 2003 wurde Bove zum Leiter der Deutschen Fotothek an der Sächsischen Landesbibliothek – Staats- und Universitätsbibliothek Dresden (SLUB) berufen.
Forschungsfelder und Arbeitsschwerpunkte von Bove sind unter anderem die Geschichte und Entwicklung der Fotografie, digitale Medien in den Kultur- und Geisteswissenschaften, koordinierte Strategien zur Bewahrung und Verfügbarmachung des kulturellen Erbes durch Archive, Bibliotheken und Museen sowie Sparten- und medienübergreifende Vernetzung von Archivalien, Objekten und Literatur.
Ein weiteres Ziel von Bove ist die „Aktivierung“ von Fotografenarchiven. Dazu hat er unter anderem die Bilddatenbank der Deutschen Fotothek etabliert. Dort sind derzeit (2022) Biografien und das Werk von über 150 Fotografen aufbereitet. Insgesamt sind 2,2 Millionen Fotografien recherchierbar. Auch seine Tätigkeiten als Ausstellungskurator und als Herausgeber zahlreicher Bildbände verfolgen dieses Ziel.

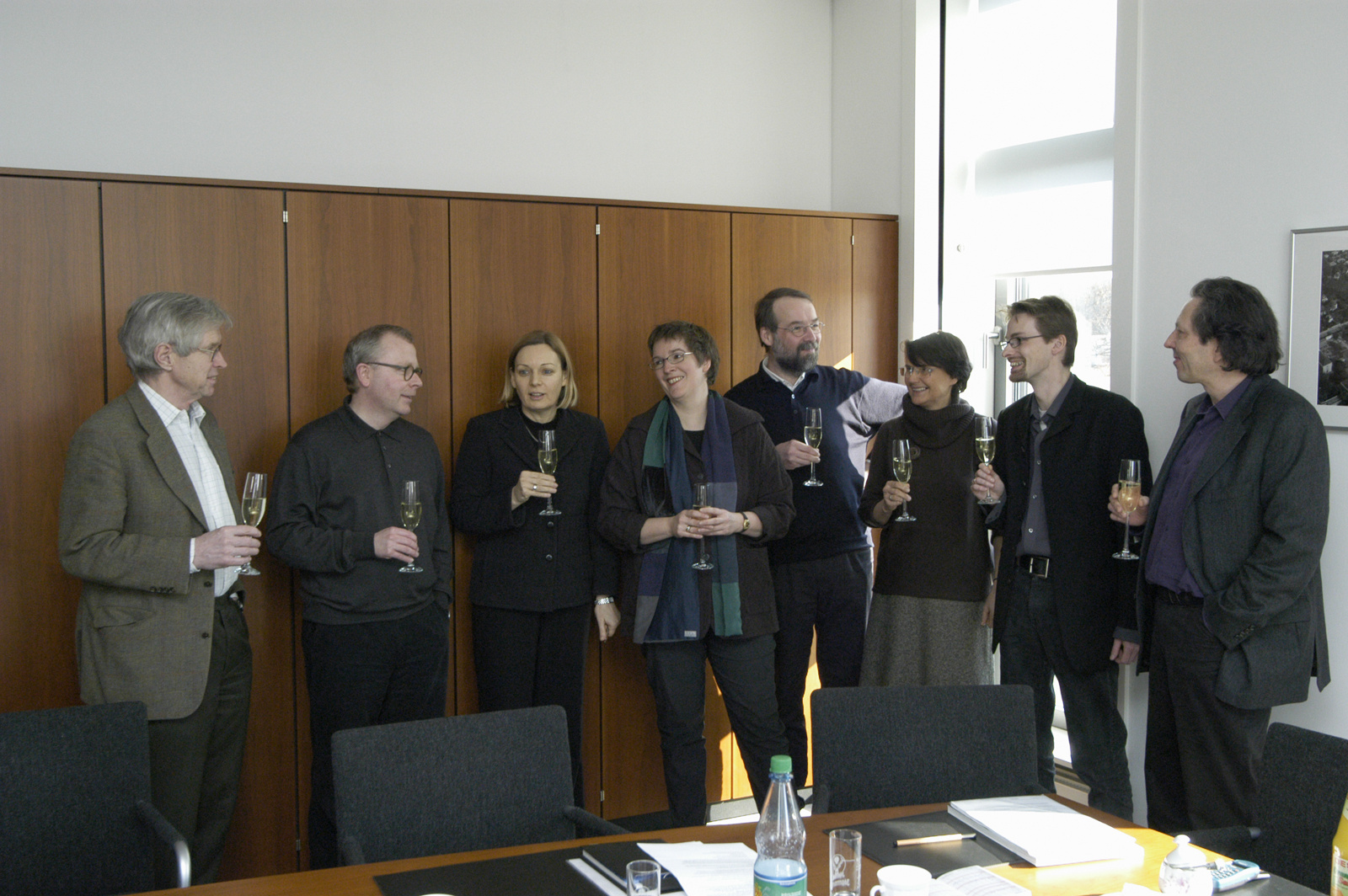
Bove (2. v. r.) bei der Gründung der Arbeitsgemeinschaft kunstgeschichtlicher Bildarchive und Fototheken

Seit 2004 ist Bove Sprecher der Arbeitsgemeinschaft kunsthistorischer Bildarchive und Fototheken. 2011 war er Mitbegründer des Netzwerks Fotoarchive. Gemeinsam mit der Stiftung F. C. Gundlach gründete Bove 2012 das „Archiv der Fotografen in der Deutschen Fotothek“. Als strategischer Partner fotografischer Institutionen soll dieses Verantwortung übernehmen für die Koordination von Erhaltung, fachgerechter Archivierung und Präsentation fotografischer Werke und Nachlässe. Ziel des Archivs ist es, in enger Kooperation mit einem möglichst engmaschigen Netz von Institutionen die Lebenswerke deutscher und in Deutschland arbeitender Fotografen als substantielle Bestandteile des kulturellen Gedächtnisses zu erhalten. Seit 2020 ist Bove Co-Spokesperson für die Task Area 4: Data publication and data availability im Konsortium NFDI4Culture in der Nationalen Forschungsdateninfrastruktur (NFDI), das sich mit Forschungsdaten zu materiellen und immateriellen Kulturgütern befasst.

## Projekte (Auswahl)
- 2018 – 2020: Die Gute Form. Digitalisierung und Erschließung herausragender Fotografien zum Produktdesign 1950 – 1990 aus der Sammlung des Rat für Formgebung. (Deutsche Forschungsgemeinschaft, Partner: Stiftung Deutsches Design Museum).
- 2015 – 2017: Weltsichten – Digitalisierung und Erschließung fotografischer Archive bedeutender Forschungsreisender aus den Beständen der Deutschen Fotothek und der Staatlichen Kunstsammlungen Dresden (Deutsche Forschungsgemeinschaft, Partner: Staatliche Kunstsammlungen Dresden).[4]
- Seit 2012: Arthistoricum.net – Fachinformationsdienst Kunst – Fotografie – Design (Deutsche Forschungsgemeinschaft, Partner: Universitätsbibliothek Heidelberg).
- 2009 – 2011: Exemplarische Digitalisierung und Erschließung historischer Karten und Ansichten der SLUB und weiterer Einrichtungen (Deutsche Forschungsgemeinschaft).[5]

## Veröffentlichungen (Auswahl)
- Fotografieren, was ist. Herausgegeben von Jens Bove, Sebastian Lux und Thorsten Valk. Göttingen: Steidl Verlag 2024, ISBN 978-3969993330
- Moderne Gefühle. Herausgegeben von Jens Bove und Simone Fleischer. Begleitpublikation zur gleichnamigen Ausstellung (Sächsische Landesbibliothek – Staats- und Universitätsbibliothek Dresden (SLUB)). Dresden: Sandstein Verlag 2022, ISBN 978-3-95498-716-0
- Deutschland um 1980. Fotografien aus einem fernen Land. Herausgegeben von Jens Bove, Sebastian Lux und Thorsten Valk. Begleitpublikation zur gleichnamigen Ausstellung. München: Hirmer 2022. ISBN 978-3-7774-3407-0.
- Erich Höhne: Trümmer – Träume – Alltag. Fotografie in Dresden von 1945 bis 1975 (Archiv der Fotografen, Band 4). Herausgegeben von Jens Bove. Verlag der Kunst Dresden 2022. ISBN 978-3-86530-272-4.
- Rudi Meisel. Autorast 1971. (loungeaffairs #4). Herausgegeben von Jens Bove. publish&print Verlag Dresden 2022. ISBN 978-3-946339-40-3. Begleitpublikation zur gleichnamigen Ausstellung in Form einer Archivbox mit einem Text von Agnes Matthias.
- Jacques Schumacher – FRECH + FREI (loungeaffairs #3). Herausgegeben von Jens Bove. Verlag der Kunstagentur Dresden 2021. ISBN 9783982184715. Begleitpublikation zur gleichnamigen Ausstellung mit Text von Simone Fleischer.
- Luc Saalfeld – Backstage (loungeaffairs #2). Herausgegeben von Jens Bove. Verlag der Kunstagentur Dresden 2021. ISBN 978-3-9817866-8-2. Begleitpublikation zur gleichnamigen Ausstellung mit Text von Simone Fleischer.
- frank höhler – überwiegend blau (loungeaffairs #1). Herausgegeben von Jens Bove. Verlag der Kunstagentur Dresden 2020. ISBN 978-3-9817866-8-2. Begleitpublikation zur gleichnamigen Ausstellung mit Text von Jens Bove.
- Burkhard Jüttner: Situationen. Fotografien 1971 bis 2015 (Archiv der Fotografen, Band 3). Herausgegeben von Jens Bove. Verlag der Kunst Dresden 2019. ISBN 978-3-86530-252-6
- Fotografie in der Weimarer Republik. Herausgegeben von LVR-Landesmuseum Bonn, Deutsche Fotothek und Stiftung F. C. Gundlach. Begleitpublikation zur gleichnamigen Ausstellung. München: Hirmer 2019. ISBN 978-3-7774-3407-0. Deutscher Fotobuchpreis 19|20 Kategorie „Konzeptionell-Künstlerisch“ in Silber.
- Christian Borchert: Wege ins Land. Landschaften von Christian Borchert. Herausgegeben von Jens Bove, Hansgert Lambers und Karen Weinert. Berlin und Dresden: ex pose / hesperus print* 2019. ISBN 978-3-925935-81-7.
- Franz Grasser: Mit Schiff und Farbfilm um die Welt. Fotografien 1937 bis 1939 (Archiv der Fotografen, Band 2). Herausgegeben von Jens Bove. Verlag der Kunst Dresden 2018. ISBN 978-3-86530-246-5.
- Richard Peter senior: Fotografie in Dresden 1926 bis 1976 (Archiv der Fotografen, Band 1). Herausgegeben von Jens Bove. Verlag der Kunst Dresden 2017. ISBN 978-3-86530-237-3.
- Christian Borchert: Schattentanz. Herausgegeben von Hansgert Lambers und Jens Bove. Berlin und Dresden: ex pose / hesperus print* 2017. ISBN 978-3-925935-77-0. Deutscher Fotobuchpreis 18|19 Kategorie "Konzeptionell-Künstlerisch" in Bronze.
- Hamburg, meine Perle. Fotografien aus den 1940er, 1950er und 1960er Jahren. Herausgegeben von Günter Zint und Jens Bove. Köln: emons 2017. ISBN 978-3-7408-0230-1.
- Borchert: Familienporträts. Fotografien 1973–1993 (Bilder und Zeiten, Band 14). Im Auftrag der Deutschen Fotothek herausgegeben von Mathias Bertram und Jens Bove. Leipzig: Lehmstedt 2014. ISBN 978-3-942473-77-4.
- Christian Borchert: Fotografien von 1960 bis 1997 (Sammlung Deutsche Fotothek, Band 4). Herausgegeben von Jens Bove. Dresden: edition Sächsische Zeitung 2011. ISBN 978-3933825-92-6.
- Oswald Lübeck: Bord- und Reisefotografien 1909 – 1914 (Sammlung Deutsche Fotothek, Band 3). Herausgegeben von Jens Bove. Dresden: edition Sächsische Zeitung 2011. ISBN 978-3-938325-93-3.
- Eugen Nosko. Industriefotografie 1972 – 1983 (Sammlung Deutsche Fotothek, Band 2). Herausgegeben von Jens Bove. Dresden: edition Sächsische Zeitung 2010. ISBN 978-3-938325-78-0.
- Ermenegildo Antonio Donadini. Fotografie im königlichen Dresden 1881 bis 1914 (Sammlung Deutsche Fotothek, Band 1). Herausgegeben von Jens Bove. Dresden: edition Sächsische Zeitung 2010. ISBN 978-3-938325-77-3.
- Fritz Eschen: Köpfe des Jahrhunderts. Fotografien 1932 – 1964 (Bilder und Zeiten, Band 11). Herausgegeben von Mathias Bertram und Jens Bove. Leipzig: Lehmstedt 2011. ISBN 978-3-937146-86-7.
- Fritz Eschen: Berlin unterm Notdach. Fotografien 1945 – 1955 (Bilder und Zeiten, Band 8). Herausgegeben von Mathias Bertram und Jens Bove. Leipzig: Lehmstedt 2010. ISBN 978-3-937146-78-2.
- Walter Hahn: Über den Dächern von Dresden. Luftbildfotografien 1919 – 1943. Herausgegeben von Jens Bove. Leipzig: Lehmstedt 2008. ISBN 978-3-937146-59-1.[6]
- Walter Hahn: Die Sächsische Schweiz. Fotografien 1911 – 1938. Herausgegeben von Jens Bove. Leipzig: Lehmstedt 2009. ISBN 978-3-937146-67-6.[7][8]

## Ausstellungen (Auswahl)
- Moderne Gefühle. Fotografien von Ingolf Thiel 1975–1985, Sächsische Landesbibliothek – Staats- und Universitätsbibliothek Dresden (SLUB), 3. November 2022 bis 25. März 2023
- Deutschland um 1980. Fotografien aus einem fernen Land. In Kooperation der Deutschen Fotothek mit dem LVR-LandesMuseum Bonn und der Stiftung F. C. Gundlach im Rahmen des Archivs der Fotografen. LVR-Landesmuseum Bonn, 24. März bis 14. August 2022.
- Fotografie in der Weimarer Republik. In Kooperation der Deutschen Fotothek mit dem LVR-LandesMuseum Bonn und der Stiftung F. C. Gundlach im Rahmen des Archivs der Fotografen. LVR-Industriemuseum Oberhausen, Peter-Behrens-Bau, 24. Januar bis 29. Mai 2022.
- More than Bauhaus. German photography between the wars and Polish parallels. Eine Kooperation von Deutscher Fotothek, LVR-LandesMuseum Bonn, Stiftung F. C. Gundlach und dem Internationalen Kulturzentrum Krakau (ICC), 8. Mai bis 1. August 2021.
- frank höhler – überwiegend blau (loungeaffairs #1). SLUB Dresden, Bib-Lounge, 6. Juli 2020 bis 24. Januar 2021.
- Fotografie in der Weimarer Republik. In Kooperation der Deutschen Fotothek mit dem LVR-LandesMuseum Bonn und der Stiftung F. C. Gundlach im Rahmen des Archivs der Fotografen. LVR-LandesMuseum Bonn, 1. Oktober 2019 bis 22. März 2020.
- Return. Fotografie in der Weimarer Republik. Ein Ausstellungsprojekt zur Triennale der Photographie 2018. In Kooperation der Deutschen Fotothek mit dem LVR-LandesMuseum Bonn und der Stiftung F. C. Gundlach im Rahmen des Archivs der Fotografen. Altonaer Museum, 8. Juni bis 14. August 2018
- Konrad Helbig – Am Mittelmeer. Fotografische Erkundungen 1954 – 1985. In Kooperation der Deutschen Fotothek mit dem LVR-LandesMuseum Bonn und der Stiftung F. C. Gundlach im Rahmen des Archivs der Fotografen. LVR-LandesMuseum Bonn, 1. März bis 10. Juni 2018.
- „Die Kamera gönnte mir keine Ruhe“ – Fotografien von Richard Peter sen. Ausstellung in Kooperation mit der Elbhang-Photo-Galerie. SLUB Dresden, 21. November 2016 bis 6. Januar 2017.
- Wolfgang G. Schröter – Das große Color-Praktikum. In Kooperation mit dem LVR-LandesMuseum Bonn und der Stiftung F. C. Gundlach im Rahmen des Archivs der Fotografen. LVR-LandesMuseum Bonn, 28. April bis 26. Juni 2016.
- 1945 – Köln und Dresden. Fotografien von Hermann Claasen und Richard Peter sen. In Kooperation mit dem LVR-LandesMuseum Bonn und der Stiftung F. C. Gundlach Hamburg im Rahmen des Archivs der Fotografen. Stadtmuseum Dresden, 4. Juli bis 27. September 2015 und LVR-LandesMuseum Bonn, 19. März bis 7. Juni 2015.
- SportBilder. Fotografien der Bewegung. ALTANAGalerie Dresden, 12. Mai bis 12. Juli 2014.